# Olsynium acaule
Olsynium acaule är en enhjärtbladig växtart som först beskrevs av Friedrich Wilhelm Klatt, och fick sitt nu gällande namn av Peter Goldblatt. Olsynium acaule ingår i släktet Olsynium och familjen irisväxter. Inga underarter finns listade i Catalogue of Life.